# Lexus UX
Lexus UX – samochód osobowy typu kompaktowy crossover produkowany przez japońską markę Lexus od 2018 roku. UX był pierwszym samochodem marki, który został zaprezentowany w wersji czysto elektrycznej. W 2019 roku crossover był drugim (po modelu NX) najchętniej kupowanym modelem Lexusa w Europie. Od premiery w 2019 roku do połowy 2021 roku Lexus sprzedał w Europie ponad 50 tys. egzemplarzy auta.

## Historia modelu

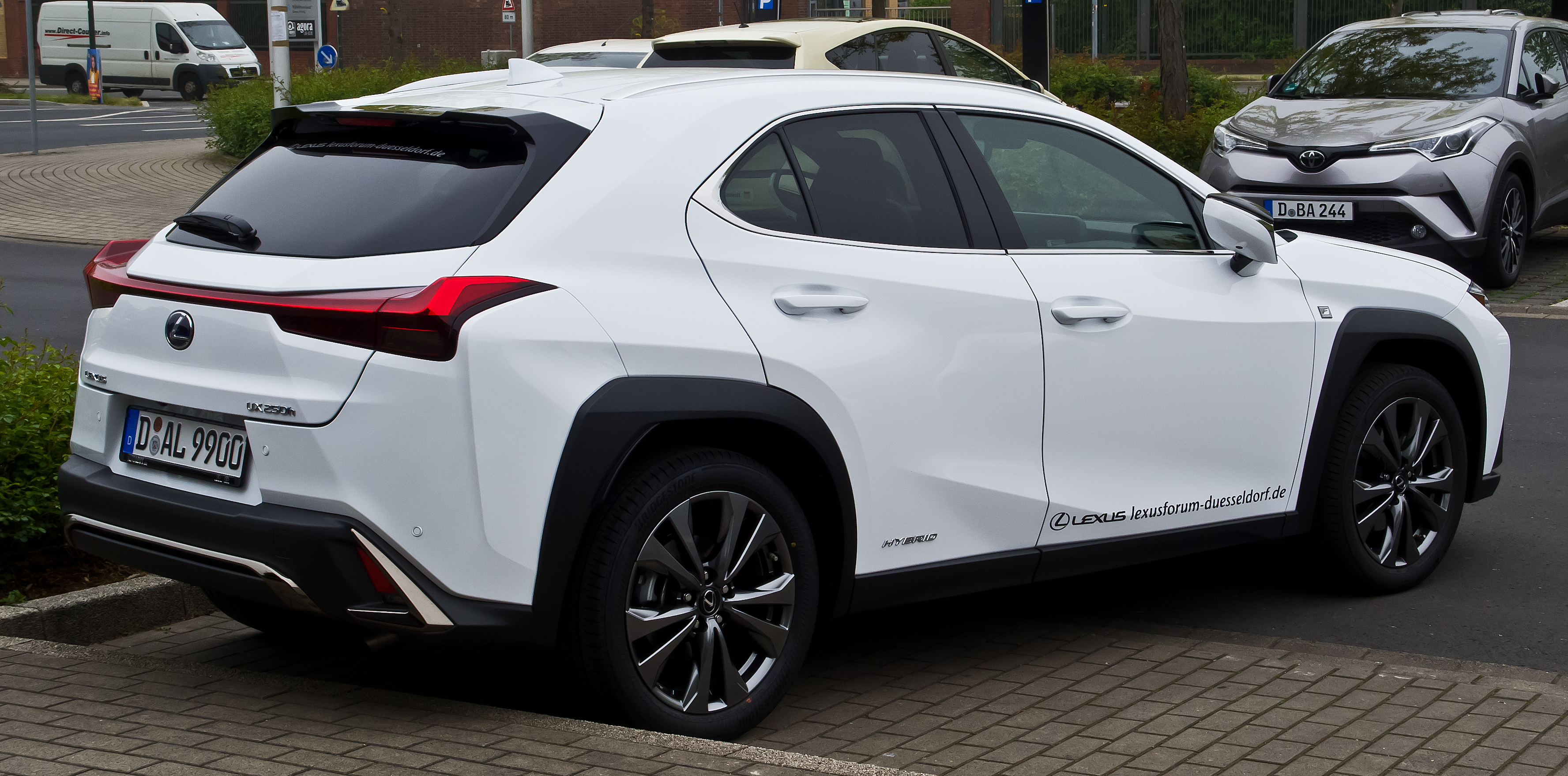
Lexus UX - tył

Lexus UX zadebiutował na Międzynarodowym Salonie Samochodowym w Genewie w marcu 2018 roku. UX jest pierwszym kompaktowym crossoverem w ofercie Lexusa, a także pierwszym modelem zbudowanym na platformie GA-C. Nazwa samochodu pochodzi od słów Urban Explorer.
Wersję przedprodukcyjną modelu zaprezentowano na Międzynarodowym Salonie Samochodowym w Paryżu we wrześniu 2016 roku. Auto zostało zaprojektowane przez francuskie biuro projektowe Lexusa - ED2. 
Koncepcyjnego Lexusa UX wyposażono w szereg nowatorskich rozwiązań, w tym fotele Lexus Kinetic Seat wykonane z użyciem przędzy z syntetycznych nici pajęczych (QMONOS), kamery z wyświetlaczami zamiast lusterek wstecznych czy elektrochromatyczne szyby o regulowanym przyciemnieniu. Pojazd zaopatrzono w 21-calowe koła z oparacowanymi specjalnie dla modelu UX koncepcyjnymi oponami Goodyear Urban Crossover, w których zastosowano wyciszenie Sound Comfort za pomocą specjalnej pianki poliuretanowej na wewnętrznej powierzchni opony, wbudowane czujniki ciśnienia i temperatury, pozwalające na bieżąco optymalizować parametry układu jezdnego z uwzględnieniem aktualnych parametrów opon, oraz technologię RunOnFlat, umożliwiającą przejechanie do 80 km po całkowitej utracie ciśnienia.
Powstanie seryjnej wersji modelu oficjalnie potwierdzono podczas salonu samochodowego w Genewie w marcu 2017. Rok wcześniej koncern zarejestrował w europejskim urzędzie patentowym znaki towarowe UX 200, UX 250 i UX 250h.
Produkcyjny Lexus UX występuje w kilku wersjach napędowych. W odmianie UX 200 samochód napędza dwulitrowy silnik benzynowy współpracujący z przekładnią bezstopniową Direct Shift, a w wersji UX 250h układ hybrydowy 4. generacji o mocy 178 KM, również połączony z bezstopniową skrzynią biegów. Pod koniec 2019 roku producent zaprezentował również Lexusa UX w wersji elektrycznej – 300e. 
Twórcy UX-a wyraźnie skupili się właściwościach aerodynamicznych modelu. Samochód otrzymał tylne, zespolone lampy które obniżają zmiany ciśnienia i poprawiają stabilność tyłu auta, a także osłony krawędzi wnęk kół o podobnym działaniu. Ponadto samochód ma felgi z klapkami na krawędziach ramion, które poprawiają chłodzenie hamulców i zmniejszają zawirowania powietrza. 
Crossover jest dostępny z najnowszą wersją pakietu Lexus Safety System +, w skład którego wchodzi układ Pre-Collision System zdolny do wykrywania pieszych w nocy, a także rowerzystów. Do pakietu należą również takie systemy jak aktywny tempomat, układ utrzymywania pasa ruch czy system rozpoznawania znaków drogowych. W wyposażeniu auta znajduje się także system Parking Support Brake, wykrywający możliwość kolizji z przeszkodami znajdującymi się lub zbliżającymi z tyłu.
Elektrycznie sterowane szyby wyposażono w system, który zapobiega przytrzaśnięciu palców czy elementów garderoby.
Samochód zdobył maksymalny wynik 5 gwiazdek w testach zderzeniowych Euro NCAP. Crossover otrzymał ocenę 96% w zakresie bezpieczeństwa dorosłych pasażerów i 85% w przypadku dzieci. Dzięki układowi układ Pre-Collision System ochronę pieszych i rowerzystów oceniono na 82%. 
Polska przedsprzedaż modelu rozpoczyna się 1 października, a do salonów samochód trafił w marcu 2019. Po pierwszych 5 miesiącach sprzedaż Lexusa UX w Europie osiągnęła poziom 8 532 egzemplarzy i przyczyniła się do podniesienia ogólnej sprzedaży japońskiej marki na Starym Kontynencie. 

### Lexus UX 2022
W maju 2022 roku Lexus zaprezentował odświeżoną wersję modelu UX. Zmiany dotyczą przede wszystkim przeprojektowanej konsoli centralnej z najnowszym systemem multimedialnym marki, znanym z najnowszych wersji modeli NX, RX oraz ES. Nowe multimedia wspierają nawigację w chmurze i zdalne aktualizacje, a łączność w ramach Apple CarPlay odbywa się bezprzewodowo. Samochód może też być obsługiwany zdalnie z wykorzystaniem aplikacji Lexus Link. Ponadto japoński producent zastosował dodatkowe wzmocnienia w konstrukcji usztywniające nadwozie. 

## Lexus UX 300e

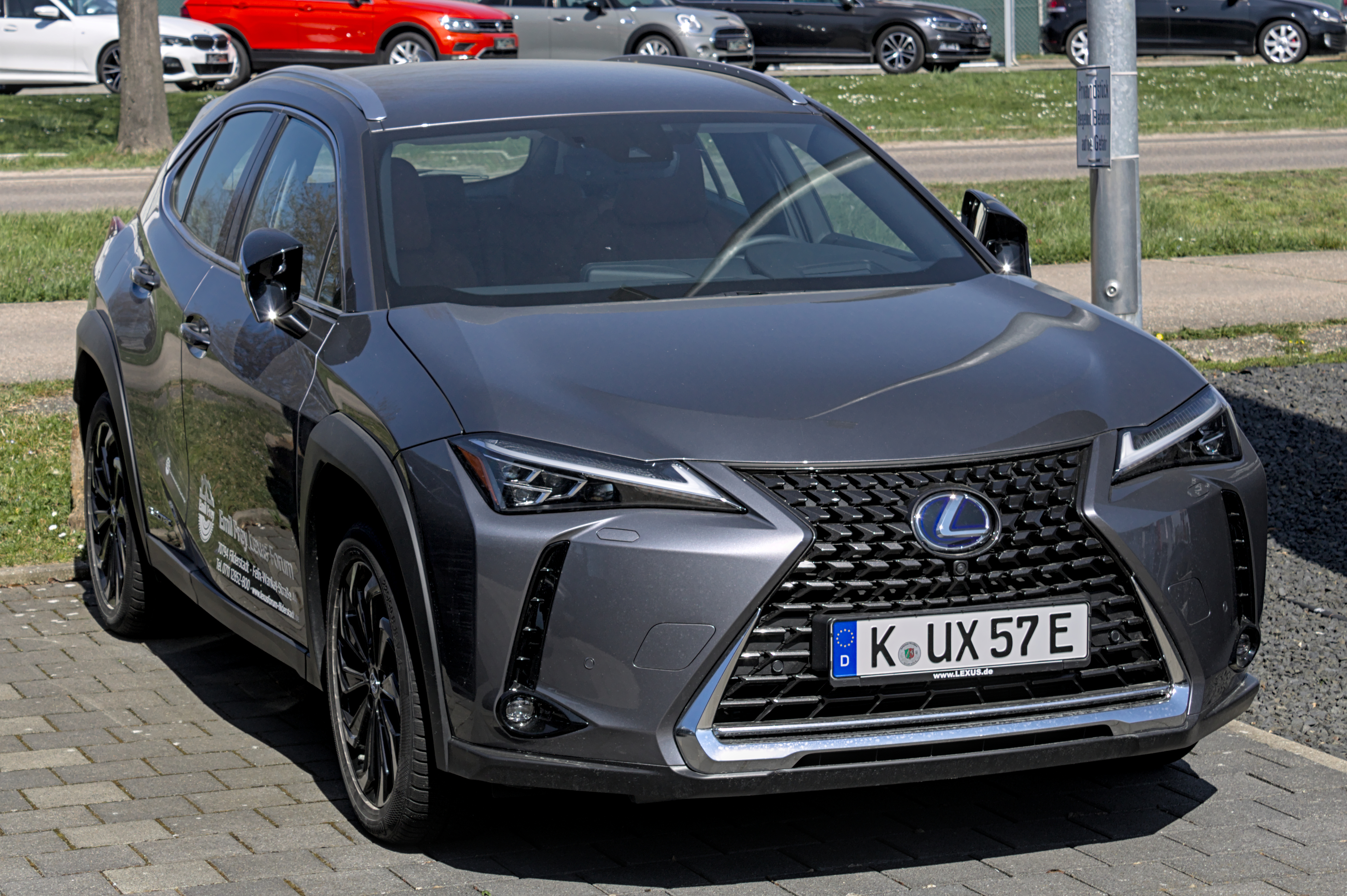
Lexus UX 300e

W 2019 roku Lexus zaprezentował model UX 300e – pierwszy w pełni elektryczny samochód w historii japońskiej marki. Crossover dysponuje umieszczonym z przodu silnikiem elektrycznym o mocy 204 KM i maksymalnym momencie obrotowym 300 Nm, a jego zasięg wynosi ponad 300 km (według WLTP). 
Samochód wyposażono w litowo-jonowy akumulator trakcyjny o pojemności 54,3 kWh, który składa się z 288 ogniw. Akumulator jest chłodzony powietrzem oraz został wyposażony w system ogrzewania, który zmniejsza wpływ zimna na zasięg pojazdu. Lexus oferuje przedłużoną gwarancję na akumulator trakcyjny modelu UX 300e na 10 lat lub do miliona kilometrów.
Wszystkie modele UX 300e są wyposażone w system bezpieczeństwa Lexus Safety System+ 2.0. Obejmuje on system ochrony przedkolizyjnej z funkcją wykrywania pieszych w nocy i rowerzystów w ciągu dnia, asystenta pasa ruchu pomagającego utrzymać się na właściwym pasie, automatyczne światła drogowe zapewniające lepszą widoczność w nocy oraz dynamiczny tempomat radarowy ze zintegrowanym asystentem znaków drogowych.
Lexus UX 300e pojawił się w sprzedaży na polskim rynku w sierpniu 2021 roku.

### Lexus UX 300e
W 2022 roku Lexus ogłosił odświeżenie modelu. Model UX 300e otrzyma nową, większą baterię, której pojemność wzrośnie z 54,3 kWh do 72,8 kWh. Według danych producenta będzie to oznaczało wzrost zasięgu o 40%, do 450 km (wg WLTP) w przypadku egzemplarzy z 17-calowymi kołami. Samochód otrzymał także nowy system multimedialny z ekranem dotykowym o przekątnej 8 lub 12,3 cala, zaktualizowany pakiet systemów bezpieczeństwa Lexus Safety System + oraz ulepszone wspomaganie kierownicy i zmodyfikowane amortyzatory.